# Synanthedon howqua
Synanthedon howqua is een vlinder uit de familie wespvlinders (Sesiidae), onderfamilie Sesiinae.
Synanthedon howqua is voor het eerst wetenschappelijk beschreven door Moore in 1877. De soort komt voor in het Oriëntaals gebied.